# La Déesse des Incas
Pour plus de détails, voir Fiche technique et Distribution.
La Déesse des Incas (allemand : Die Göttin vom Rio Beni ; portugais : Mundo Estranho) est un film d'aventures ouest-germano-argentino-brésilien réalisé par Franz Eichhorn et sorti en 1950.

## Synopsis
Un jeune homme se rend dans la jungle amazonienne pour sauver son père et une jeune fille disparue il y a des années lors d'une expédition scientifique.

## Fiche technique
- Titre français : La Déesse des Incas[1]
- Titre original allemand : Die Göttin vom Rio Beni[2]
- Titre portugais : Mundo Estranho[3]
- Réalisation : Franz Eichhorn
- Scénario : Al O'Camp, Franz Eichhorn, O.A. Bayer
- Photographie : Edgar Eichhorn
- Montage : Rudolph Brent, José Cañizares
- Musique : George Andreani (es), Walter Schultz Porto Alegre, Emil Velazco
- Décors : Abel López Chas, G. Woeller
- Production : O.A. Bayer
- Société de production : Astra Films, Constantin Film
- Pays de production :  Allemagne de l'Ouest -  Brésil -  Argentine
- Langue originale : allemand
- Format : Noir et blanc - 1,37:1 - Son mono - 35 mm
- Genre : film d'aventures
- Durée : 86 minutes
- Date de sortie :
  - Argentine : 10 mai 1950
  - Brésil : 13 décembre 1950 (Rio de Janeiro)
  - Allemagne de l'Ouest : 31 juillet 1951
  - France : 20 juin 1952

## Distribution
- Angelika Hauff : Elisa
- Helmuth Schneider : Edgar
- America Cabral : Père
- Carmen Brown : Danseuse
- Kumatzaikuma : Chef indien
- Ary Jartul : Ary
- Grijo Sobrinho : Aubergiste
- Walter Hardt : Éditeur
- Amalia Sánchez Ariño (es)
- Lalo Maura (es)
- José Ruzzo (es)
- Antonio Cursati
- Hermann Geiger-Torel : Caranza
- Nicolai Jartulary
- Jaime Marini
- Juan Pecci (es)
- Linda Rodrigues
- Jesus Ruas
- Bogusław Samborski (pl)

## Remake
En 1964, Eugenio Martín réalise Les Aventuriers de la jungle, également titré La Déesse blonde du Rio Beni, un remake de ce film-ci.